# Radbod (król Fryzów)
Radbod, także Redbad (zm. 719) – król (książę) Fryzów od ok. 680 do swej śmierci.

## Życie
Pochodzenie Radboda oraz moment oraz okoliczności objęcia przezeń władzy nad Fryzami nie są znane. Wiadomo, że w 678 nad Fryzami panował inny król (Aldgisl czy Aldegisel), a pierwsza wzmianka o Radbodzie odnosi się do okresu krótko przed 690 – początek panowania Radboda umieszcza się zatem w okresie pomiędzy tymi dwiema datami.
Około 690 Fryzowie zostali pokonani przez majordoma frankijskiego Pepina z Heristalu i południowa część Fryzji (do Renu, nazywana w źródłach łacińskich Fresia citerior) została włączona do państwa frankijskiego; Radbod uznawszy zwierzchnictwo Pepina utrzymał jednak władzę w pozostałej części Fryzji. Później walki rozgorzały na nowo, a Pepin po kolejnych zwycięstwach do 696 opanował Utrecht i ważny ośrodek handlowy Dorestat. Próbował też skłonić Radboda do chrztu, ten jednak odmówił (według przekazu Żywota św. Wolframa, Radbod miał odmówić z uwagi na fakt, że w niebie przebywałby wraz ze swoimi wrogami, a tymczasem jego przodkowie byliby w piekle), pozwolił natomiast ochrzcić swoją córkę, Teudesindę, która została żoną syna Pepina, Grimoalda. Jednocześnie Pepin zorganizował intensywną akcję chrystianizacyjną Fryzów (głównie na podbitych terenach) kierowaną przez wyświęconego w końcu 695 na biskupa Utrechtu Wilibrorda.
Po śmierci Pepina z Heristalu (714) Radbod wykorzystał powstałe wówczas zamieszanie wokół objęcia po Pepinie władzy wśród Franków: odzyskał utracone niegdyś tereny i wygnał z nich chrześcijańskich misjonarzy. Sprzymierzył się z majordomem Neustrii Ragenfredem (planowali nawet podział między siebie Austrazji) – opanowali Kolonię, a Radbod pokonał nawet w 716 majordoma Austrazji Karola Młota. Aktywna była także flota Radboda. Jednak jeszcze w tym samym roku Karol pokonał połączone siły Fryzji i Neustrii atakujące Austrazję, co spowodowało rozłam wśród sojuszników. Pozbawiony wsparcia Fryzyjczyków Ragenfred został pokonany w 717, a w kolejnym roku zwycięski Karol Młot zaatakował Fryzów. Radbod zmarł w 719 (z nieznanych przyczyn). Po jego śmierci ziemie Fryzów w większości zostały wcielone ponownie do państwa frankijskiego (podbój pozostałych terenów fryzyjskich trwał jeszcze przez niemal cały VIII w.).
Być może Radbod był protoplastą pierwszych hrabiów Holandii z końca IX w. i z X w.